# ديفيد بوتينجر
ديفيد «جاك» بوتينجر (بالإنجليزية: David Pottinger)‏ (1911-2004) هو رسام جامايكي.